# Yoalticitl
Yoalticitl « guardiana de la noche » es en la mitología azteca,  la diosa de las cunas y del nacimiento infantil.
Patrona de los partos.
de acuerdo con la mitología mexica ella es madre de la fertilidad.